# Santos Cerdán
Santos Cerdán León (Milagro, Navarra, 4 de mayo de 1969) es un político español que tuvo varios puestos de responsabilidad dentro del Partido Socialista Obrero Español (PSOE) entre 2014 y 2025 hasta su dimisión por su supuesta implicación en el Caso Koldo.

## Biografía
Hijo y nieto de militantes socialistas, cursó estudios de Formación Profesional de segundo grado (FP-II), titulándose como técnico en Electrónica Industrial, y ha desempeñado su carrera profesional en diversas empresas del sector agroalimentario.

## Trayectoria política
Se afilió al PSOE en 1999 y ha sido miembro de la Ejecutiva Regional del PSN desde 2004, donde ha ocupado diferentes cargos orgánicos, como el de secretario de Organización. Ha sido concejal de su localidad natal en las legislaturas 1999-2003, 2007-2011 y 2011-2015.
Su salto a la política autonómica tuvo lugar en febrero de 2014 cuando entró en el Parlamento Foral en sustitución de Román Felones. Repitió como parlamentario socialista en la legislatura 2015-2017.
Pero no empezó a ser conocido en la política nacional hasta que Pedro Sánchez le encargó la recogida de avales para las primarias del PSOE de 2017, en las que competía por la secretaría general con Susana Díaz y Patxi López.
En las elecciones generales de abril de 2019 fue elegido diputado en el Congreso, en 2020 fue elegido presidente de la Fundación Pablo Iglesias y en 2021, secretario de Organización del PSOE.
En 2022 fue sustituido como presidente de la Fundación Pablo Iglesias por la consejera de Estado María Luisa Carcedo.
Durante las negociaciones para la investidura de Pedro Sánchez como presidente del Gobierno para la XV legislatura de España fue el encargado de negociar los votos favorables de Junts per Catalunya, reuniéndose en Bruselas con el expresidente de la Generalidad, Carles Puigdemont.

## Caso Koldo
Compareció ante el comité de investigación del caso Koldo el 30 de abril de 2024 por acercar a Koldo García a los círculos del PSOE, tras ofrecerse a realizar varios trabajos de seguridad para el partido. Cerdán afirmó tener contacto habitual con García, pero negó tener conocimiento de sus funciones y la investigada corrupción en la compra de mascarillas durante la pandemia del COVID-19.
El jueves 12 de junio de 2025, tras conocerse un informe de la Unidad Central Operativa (UCO), en el que se registraron conversaciones suyas con el exministro José Luis Ábalos y su exasesor, Koldo García, sobre presuntos cobros de comisiones a cambio de adjudicaciones en carreteras, anunció su dimisión de todos sus cargos en el partido y su intención de dejar el acta de diputado. El 16 de junio de 2025 renunció a su escaño en el Congreso y abandonó el PSOE.
Posteriormente, la UCO encontró en el registro del domicilio de Joseba Antxon Alonso Egurrola «una escritura privada de compraventa de participaciones sociales» entre él y Cerdán, documento que revelaría que Cerdán era propietario del 45% de Servinabar 2000, S.L., una de las principales empresas vinculadas a la presunta trama de amaños de obra pública en la Comunidad Foral de Navarra. Se trataba de una pequeña empresa pero con numerosas adjudicaciones en UTE con Acciona por un importe total superior a los 100 millones de euros. El Ejecutivo navarro anunció su intención de personarse ante el Tribunal Supremo como acusación particular en el caso Koldo, al entender que se ha cometido un presunto daño patrimonial a la Hacienda Foral de Navarra.
Tras declarar el 30 de junio de 2025 ante el magistrado competente del Tribunal Supremo, este accedió a la petición de la Fiscalía Anticorrupción de mandar a Santos Cerdán a prisión provisional al considerar que existía un alto riesgo de fuga y de destrucción de pruebas.